# رالف ر. كناب
رالف ر. كناب هو سياسي أمريكي، ولد في 4 ديسمبر 1890 في Sackville, New Brunswick ‏ في كندا، وتوفي في 1 يونيو 1961 في سانتا كروز في الولايات المتحدة. نشط حزبياً في الحزب الجمهوري. وقد انتخب عضو مجلس نواب واشنطن ‏.